# ایوری-آن-منتانی
ایوری-آن-منتانی (به فرانسوی: Ivry-en-Montagne) یک کمون در فرانسه با جمعیت ۱۹۰ نفر است که در Canton of Nolay واقع شده‌است.